# دمت آکالین
دمت آکالین (ترکی استانبولی: Demet Akalın؛ زادهٔ ۲۳ آوریل ۱۹۷۲) خواننده و بازیگر و مانکن ترک است.

## زندگی‌نامه
آکالین در یکی از شهرستان‌های ترکیه به نام گولجوک متولد شده و دوران مدرسه خود را در آنجا با موفقیت به اتمام رسانید. وی که قصد داشت رشته دانشگاهی خود را یکی از رشته‌های خبرنگاری یا معلمی انتخاب کند به دلیل شرایط سخت گزینش کنکور در زمان‌های گذشته، نتوانست به این آرزوی خود برسد. بعد از شکست در کنکور رشته مورد علاقه خود با یاری مادرش وارد آژانس مد شده و به عنوان مدل شروع به کار کرد و در سال ۱۹۹۰ زیباترین دختر ترکیه انتخاب گردید. چندین سال به عنوان مدل کار کرد و روزی با کشف صدای خود تصمیم به اجرای موسیقی کرده و در یکی از مکان‌های پرطرفدار آن زمان که سرشناسان موسیقی ترک نیز در آنجا به اجرای ترانه می‌پرداختند، شروع به کار کرد.
دمت در سال ۱۹۹۶ اولین آلبوم خود به نام Sebebim (دلیلم) را روانه بازار کرد که با استقبال رو به رو شد. در سال ۲۰۰۰ آلبوم رمیکس Yalan Sevdan (عشق دروغین تو) را روانه بازار کرد. در سال ۲۰۰۳ آلبوم Unuttum (فراموش کردم) را روانه بازار کرد.
در سال ۲۰۰۴ آلبوم Banane (به من چه) را روانه بازار کرد که در آن با آهنگ‌سازانی چون سردار ارتاچ و ارسای اونر همکاری داشت. ترانه Aşkın Açamadığı Kapı (دری که عشق باز نکرد) از ارسای اونر به عنوان بهترین ترانه سال ۲۰۰۴ از سوی جشنواره موسیقی کرال برگزیده شد. در سال ۲۰۰۶ آلبوم Kurusuz ۱۹ را روانه بازار کرد که با استقبال در دنیای موسیقی ترکیه مواجه شد. بسیاری از ترانه‌های این آلبوم را ارسای اونر ساخته بود.
در سال ۲۰۰۶ دمت با اوز کیهان ازدواج کرد اما ۲ سال بعد با رسانه‌ای شدن خیانت او از او جدا شد. در سال ۲۰۰۷ تک‌آهنگ Tatil (تعطیل) را روانه بازار کرد که با استقبال گسترده در بارها و ساحل رو به رو شد. دمت دو بار در سال‌های ۲۰۰۶ و ۲۰۰۷ موفق به دریافت جایزه بهترین ترانه از جشنواره معتبر موسیقی کرال گردید. همچنین طی سال‌های متمادی جوایز متعددی از جشنواره‌های گوناگون دریافت نمود. در سال ۲۰۰۸ آلبوم Dans-et (برقص) را روانه بازار کرد که در عرض ۲ هفته ۵۰۰٬۰۰۰ نسخه از آن به فروش رفت. در سال ۲۰۰۹ تک‌آهنگ Toz Pembe را روانه بازار کرد که باز هم مورد استقبال قرار گرفت.
در سال ۲۰۱۰ در حالی که برای ارائه آلبوم جدید خود به نام Zirve (بالا) آماده می‌شد با اوندر بکنسیر ازدواج کرد. اما پس از ۴ ماه از اوندر -که حالا مدیر برنامه‌های او شده بود- به دلیل اختلاف مالی جدا شد. در ۲۰۱۱ در حالی که او دیگر یکی از ملکه‌های موسیقی پاپ ترکیه لقب داشت آلبوم Aşk (عشق) را روانه بازار کرد.
در سال ۲۰۱۲ با اوکان کورت ازدواج کرد. در همان سال آلبوم Giderli ۱۶ روانه بازار کرد که مورد توجه منتقدین گرفت. او در این آلبوم علاوه بر سبک پاپ خود ترانه‌هایی مطابق میل جامعه سنتی ترکیه هم سرود که بسیار مورد توجه قرار گرفت از جمله ترکان که به عنوان بهترین ترانه سال ترکیه هم انتخاب شد.
او یک دختر بنام هیرا دارد که در ماه فوریه سال ۲۰۱۴ به دنیا آمد. در سال ۲۰۱۴ آلبوم بعدی خود به نام Rekor (رکورد) را روانه بازار کرد. در سال ۲۰۱۵ آلبوم Pırlanta (الماس) را منتشر کرد. در سال ۲۰۱۶ آلبوم Rakipsiz (بی رقیب) را به مناسبت بیستمین سال فعالیتش در زمینهٔ خوانندگی روانهٔ بازار کرد و همچنین پس از چند روز از انتشار این آلبوم، موزیک ویدئوی Hayalet (شبح) را که گلشن خوانندهٔ ترک به او داده بود، منتشر کرد که مورد تحسین قرار گرفت.
آکالین در سال ۲۰۱۹ آلبوم Ateş (آتش) را منتشر کرد که از خوانندگان و ترانه‌سرایان مطرح ترکیه از جمله آیلا چلیک، ابرو پلات، گوکهان تپه و … برای این اثر آهنگ دریافت کرده‌است.
دمت به تازگی با حادیثه خواننده ترک درگیر شده‌است و در لایوهای این دو خواننده جنجال‌هایی به پا شده‌است.
چند سال گذشته دمت به چالش حادیثه که باید صورتش را بدون آرایش نشان دهد دعوت شد، دمت آکالین در این چالش شرکت کرد اما بعدش خطاب به حادیثه گفت که این کار کار زشتی است و خیانت و تجاوز به یک فرد به حساب می‌آید.
بن فرو (Ben Fero) رپر معروف اهل ترکیه یک آهنگ با نام دمت آکالین خطاب به خانم آکالین دارد. این آهنگ در ژوئیه ۲۰۱۹ منتشر شده‌است و از همان زمانی که پخش شده، جنجالی در دنیای رپ به وجود آورده‌است، البته دمت گفته‌است که مایهٔ خوشحالی‌اش است که یک آهنگ از یک رپر معروف ترکی به نام او باشد، اما خیلی‌ها این کار را تجاوز به حقوق یک زن می‌دانند.